# Florence Li Tim-Oi
Florence Li Tim-Oi (chinês tradicional: 李添嬡, chinês simplificado: 李添嫒, pinyin: Lǐ Tiān'ài; 5 de maio de 1907 – 26 de fevereiro de 1992) foi uma sacerdotisa anglicana nascida em Hong Kong. Ela foi a primeira mulher a ser ordenada ao sacerdócio na Comunhão Anglicana em 25 de janeiro de 1944.

## Biografia
Li Tim-Oi nasceu na Baía de Shek Pai, Aberdeen, Hong Kong, filha de Li (Lee) King Shum e Cheng Cheung Yau. Enquanto estava na escola, ela foi batizada na igreja anglicana, tomando o nome de Florence em homenagem a Florence Nightingale. Em 1931, Li estava presente na ordenação da diaconisa Lucy Vincent na Catedral de St. John em Hong Kong, quando o pregador pediu que as mulheres dessem suas vidas para trabalhar no ministério cristão. Inspirada por isso, Li eventualmente iria para o Canton Union Theological College para receber sua educação teológica antes de retornar a Hong Kong em 1938. Após trabalhar por dois anos na Catedral de Todos os Santos, em Kowloon, ajudando refugiados em Hong Kong que fugiram da China continental no meio da Segunda Guerra Sino-Japonesa, Li foi enviada como obreira leiga pelo Bispo Ronald Hall, Bispo de Victoria, Hong Kong, para ajudar refugiados em Macau na Capela Protestante de Macau. Seis meses após assumir seu novo cargo, ela retornou a Hong Kong para ser ordenada diaconisa em 22 de maio de 1941 pelo Bishop Hall na Catedral de St. John, onde recebeu seu primeiro chamado.
A ocupação japonesa de Hong Kong e de partes da China impossibilitou os padres anglicanos chegarem à neutra Macau, onde não havia padre anglicano residente; Li, apesar de não ter sido ordenado padre naquela época, recebeu permissão de Hall para administrar os sacramentos aos anglicanos. Hall explicou ao Arcebispo de Canterbury na época, William Temple: "Dei a ela permissão para celebrar a Ceia do Senhor. Se eu pudesse alcançá-la fisicamente, ordenaria padre em vez de dar-lhe permissão... Não sou um defensor da ordenação de mulheres. Estou, no entanto, determinado a que nenhum preconceito impeça as congregações confiadas aos meus cuidados de receberem os sacramentos da Igreja."
Em janeiro de 1944, Li viajou pelo território ocupado pelos japoneses até a pequena cidade de Hsinxing, ainda não ocupada pelos japoneses, para se encontrar com Hall; de lá, eles seguiram para Shaoqing, onde ele regularizou a administração dos sacramentos ordenando-a como sacerdote em 25 de janeiro de 1944, Festa da Conversão de São Paulo. O Arcebispo Temple confidenciou a algumas pessoas suas opiniões conflitantes, mas sentiu-se compelido a tomar uma posição pública contra isso. Passariam 30 anos antes que qualquer igreja anglicana regularizasse a ordenação de mulheres; para evitar mais controvérsias, ela renunciou à sua licença (embora não às ordens de seu sacerdote) após o fim da guerra.
Em 1948, ela estava entre um grupo de clérigos chineses enviados para visitar os EUA. Foi-lhe pedido que não pregasse durante a visita. Em seu retorno à China, ela trabalhou em uma maternidade e creche em Hepu. Em 1951, ela foi estudar teologia na Universidade Yenching, universidade privada em Pequim e depois retornou ao Union Theological College em Cantão para ensinar inglês e teologia de 1953 a 1957. Durante esse tempo, as mudanças sociais da ascensão da República Popular da China significaram que ela foi submetida a muitas críticas públicas e ao ridículo por aderir a uma religião estrangeira.

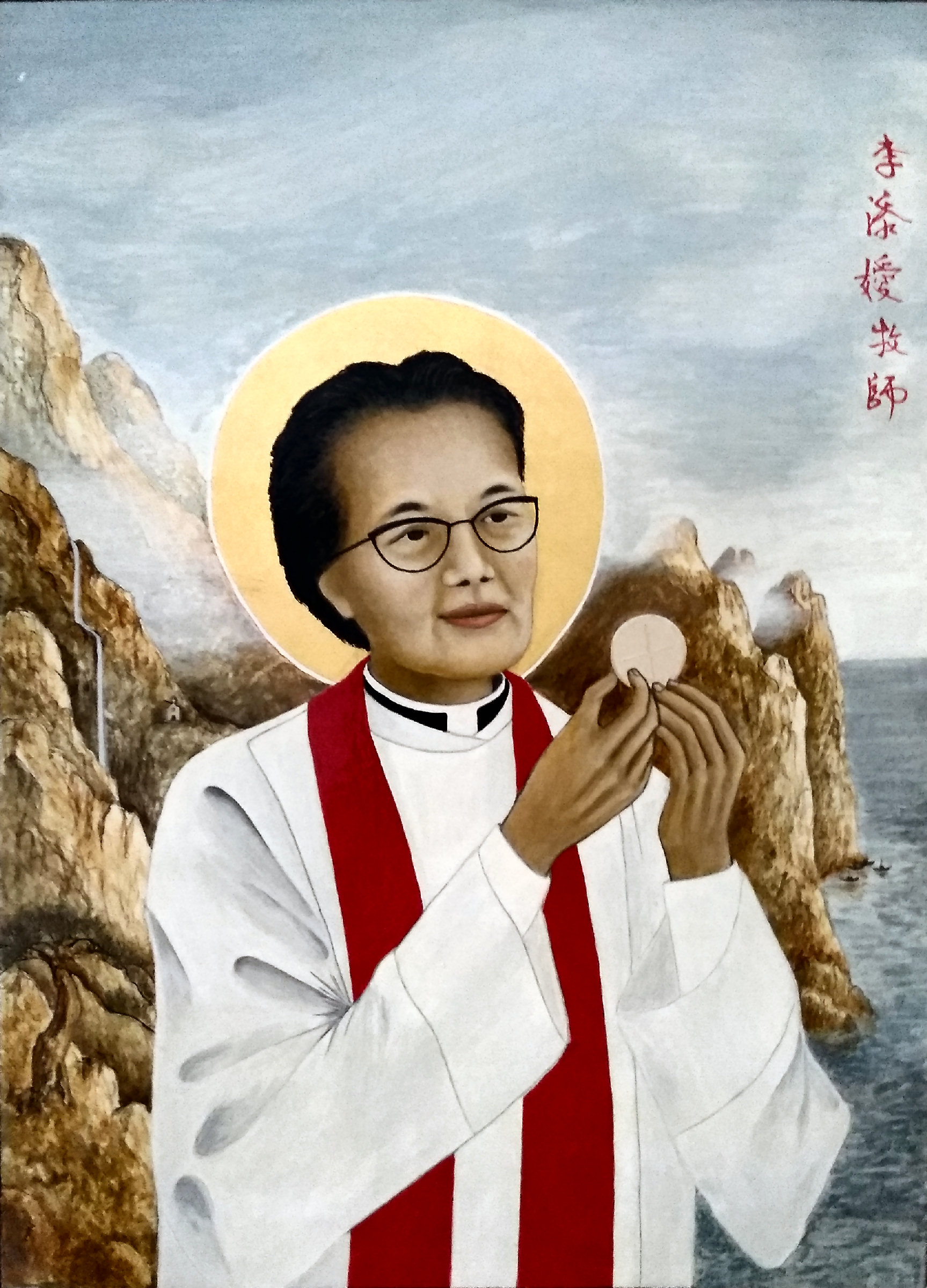
Ícone da Reverenda Dra. Florence Li Ícone Tim-Oi, pela irmã Ellen Francis Poisson, em St Martin-in-the-Fields

O governo comunista na China fechou todas as igrejas de 1958 a 1974, período em que Li foi obrigada a trabalhar em uma fazenda e depois em uma fábrica. Ela foi forçada a passar por reeducação política porque foi designada como contrarrevolucionária. Li Tim-Oi foi às montanhas para orar durante essa época porque tinha medo de ser vista com seus amigos cristãos. Ela disse que quase cometeu suicídio durante aqueles longos anos de perseguição. Os Guardas Vermelhos até a forçaram a cortar suas próprias vestes da igreja com uma tesoura. Em 1974, ela foi autorizada a se aposentar do trabalho na fábrica.
Quando Hong Kong ordenou mais duas mulheres sacerdotes (Joyce M. Bennett e Jane Hwang Hsien Yuen) em 1971, ela foi oficialmente reconhecida como sacerdote na diocese. No entanto, Li não estava em comunicação com a igreja em Hong Kong, então não soube disso por vários anos. Quando o culto religioso público foi permitido a partir de 1979, ela foi uma das pessoas a desenvolver e liderar os serviços da igreja.
Na década de 1980, foi possível para Li deixar a China. Ela foi nomeada padre assistente honorária (não remunerada) na congregação chinesa de St. John e na paróquia de St. Matthew em Toronto em 1983. Em 1984, ela foi reintegrada como padre pela Igreja Anglicana do Canadá, que ordenava mulheres como padres desde 1975. Ela também oficiou na Catedral de St. James em Toronto por vários anos. Em 1984, ela estava na Abadia de Westminster para uma celebração de 40 anos desde sua ordenação como padre. Reverenda Florenc morreu em 26 de fevereiro de 1992, em Toronto. 

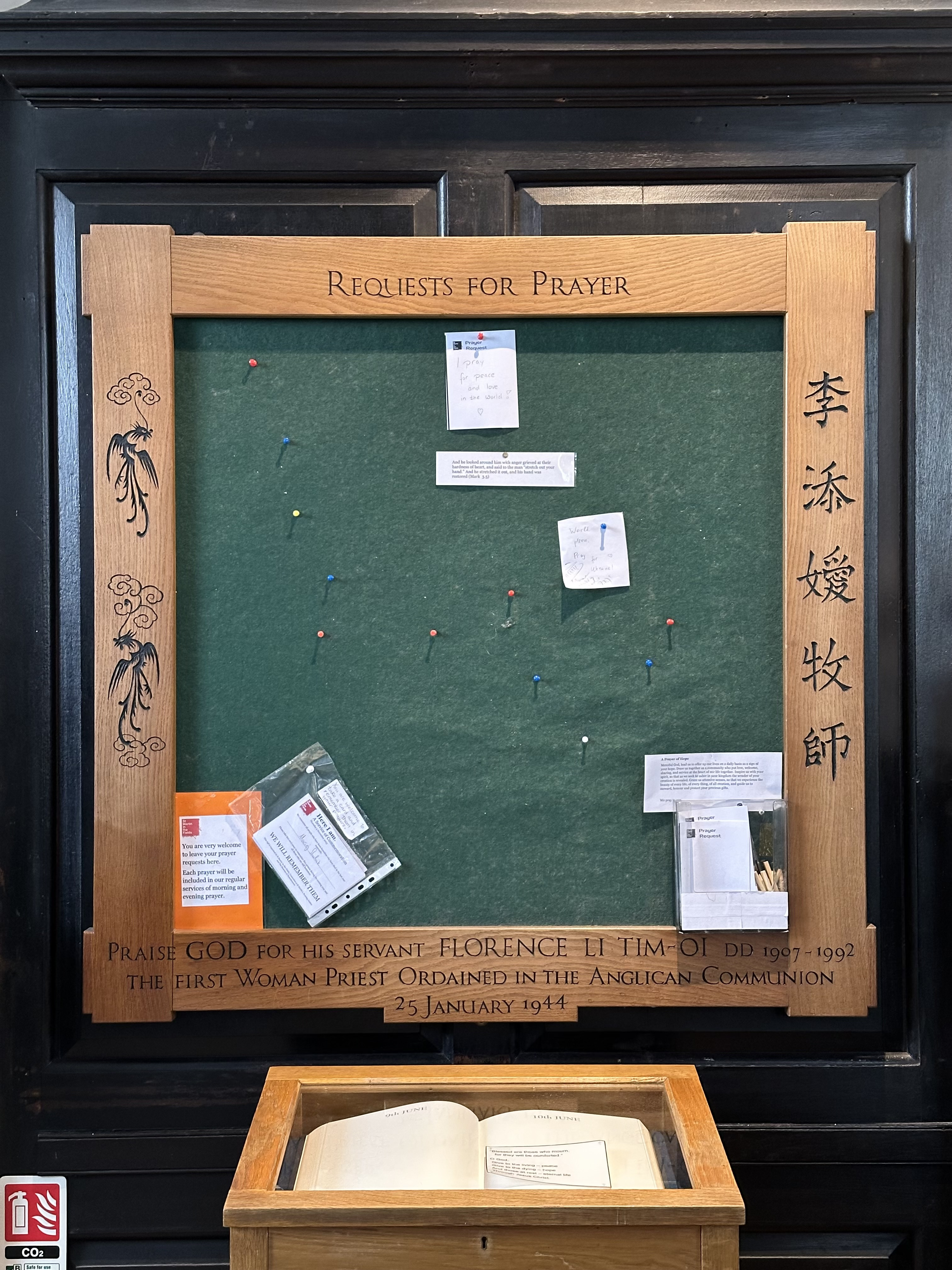
Um quadro de orações em St Martin-in-the-fields, com os nomes de Tim-Oi gravados em chinês e inglês

Li recebeu o título de Doutor em Divindade pelo Trinity College, em Toronto, e pelo Seminário Teológico Geral, em Nova York.
Dois anos após sua morte, a Fundação Li-Tim-Oi foi criada para capacitar mulheres para o trabalho cristão em seus próprios países. Desde então, a Fundação já doou mais de £ 750.000 em doações a mais de 350 mulheres em países como Brasil, Fiji, Quênia, Paquistão, Ruanda, Sudão, Tanzânia e Uganda.

## Homenagens
Em 2003, a Igreja Episcopal dos Estados Unidos fixou 24 de janeiro como seu dia festivo em Festas e Jejuns Menores, com base na véspera do aniversário de sua ordenação. Em 2007, a Comunhão Anglicana celebrou o centenário de seu nascimento. Em 2018, ela se tornou parte permanente do calendário de santos da Igreja Episcopal.